# Orio Litta
Orio Litta é uma comuna italiana da região da Lombardia, província de Lodi, com cerca de 1.905 habitantes. Estende-se por uma área de 9 km², tendo uma densidade populacional de 212 hab/km². Faz fronteira com Livraga, San Colombano al Lambro (MI), Ospedaletto Lodigiano, Senna Lodigiana, Chignolo Po (PV), Calendasco (PC), Monticelli Pavese (PV).

## Demografia
| Variação demográfica do município entre 1861 e 2011                               |
|                                                                                   |
| Fonte: Istituto Nazionale di Statistica (ISTAT) - Elaboração gráfica da Wikipedia |